# TEMC CNS
TEMC CNS 주식회사는 경기도 안성시 양성면 동항공단길 49에 본사를 둔 반도체 재료 및 제조 장비 기업이다.